# 劉迺強
劉迺強，SBS（1947年9月—2018年11月21日），曾用筆名艾凡，男，廣東英德人，香港作家、政治人物，曾任第十届全国政协委员、香港特别行政区第三任行政长官选举委员会委员、致远文化服务有限公司行政董事。

## 生平
劉氏曾就讀於荷里活道官立小學（1960年小六下午校）及聖保羅男女中學（1960年入讀中一，與前歌手關正傑、聖傑靈女子中學前校長龐得玲及學者鄧昭祺為1965年中五及1967年中七同屆畢業同學）及香港大學，主修經濟學，获社会科学学士，是聖約翰學院走讀生，期間與陸文強和馮可強三人合稱「學運三強」，編輯《學苑》。
劉氏於1982年成為匯點創會會長，直至1988年任滿轉任主席，是當年「民主回歸派」的旗手。1992年匯點內部因對彭定康的政改意見分岐而分裂，劉氏與一些反對彭定康政改的會員脫離匯點。匯點其餘成員隨後與港同盟合併為今天的民主黨。
劉氏其後長期活躍於環保運動，曾任促進有機耕種的綠色團體「綠田園」主席達十年之久。
2007年獲委任為香港特別行政區基本法委員會委員，接替鄔維庸的遺缺。
2013年，担任第十二届全国人民代表大会常务委员会香港特别行政区基本法委员会委员。

### 逝世
2018年11月21日星期三晚上約7時10分去世，享壽71歲。

## 家庭
劉迺強有一子劉方，曾任港大學生會會長，於劉迺強身後亦有從政，並2020年1月和香港政研會林勁放、民主思路姚潔凝等人合組組織民眾聯席。

## 爭議
劉迺強自1970年代以來一直於《信報》寫文章，開始時寫的是經濟和管理有關的文章，到1980年代香港前途問題出現之後，逐步以政經評論為主。
他對泛民主派批判不留情面，其中以2004年1月6日《信報》中撰文的〈二〇〇四年好戲連場〉中「其實絕大部分港人心裏都很相信，香港天大問題，只要『阿爺』（指中央人民政府）閒話一句，就可擺平。財赤嗎？『阿爺』多來點北人北水，炒地炒股，問題明天就沒有了。」、2004年1月20日的〈美國干預實錄〉、其後為《文匯報》轉載的〈美國干預香港事務實錄〉，揭露「李柱銘與美國右派所不為人知的不正常關係」，打響了批鬥民主派第一槍、2004年5月25日的〈直面「六四」〉，指出「對絕大部份中國人民說中國共產黨有過也有功，總的來說還是可以接受的。接受共產黨執政與否，內地同胞不但在人口比例上，在受影響直接上等都遠比我們更有發言權，我們應該尊重他們的選擇，有如他們在『一國兩制』下，應尊重我們不同的生活方式和制度一樣。」、2004年7月27日《信報》中撰文的〈不要干預學運〉，聲援香港大學學生會於當時發出的「七一救港宣言」，直指「《宣言》中呼籲不要被政黨利用是意有所指的，而且認為直選不能解決所有問題，也有一定的針對性。」

### 對香港國際身份的看法
2010年8月，發生馬尼拉前警員劫持香港旅行團事件，劉迺強在《信報》專欄發表《香港沒有「次主權」》一文，表示無論怎樣也引申不到特首曾蔭權在外交禮儀上可以直接打電話給外國總統，並謂「對方（菲律賓總統）不接他電話是道理，是他自取其辱，因地位不對等，怪不得人；後來人家回電話則是人情」，並指出「正確的做法是特首先依照標準程序，照會中國有關部門。之後特首可以再向國務院請示，請求批准和授權打電話給菲律賓總統，中國總理在情在理不會不批准」。文章又批評學者沈旭暉所指的「次主權」只是「幾個洋文、洋名，模糊不通的廢話，在國際法規範下的現實操作毫無地位」，直指這種想法「危險」，把「大香港中心主義以假學術語言包裝，在中央與特區之間搬弄挑撥，是小政客逗着市民的情緒說話，突出自己敢於捍衞香港，為抗拒中央作論述，構築其道德高地的拙劣嘗試」。

### 對六四事件的看法
2004年5月30日，香港華人革新協會舉行「我對六四看法」座談會，講者劉迺強和因六四而公開退出共產黨的前新華社秘書長何銘思，指摘泛民主派利用遊行，為9月立法會選舉鋪路。劉又批評支聯會在遊行主題加上「還政於民」，他形容「還政於民」在香港是有特定意思的，源自港英時代的「代議政制白皮書」，意思就是要將香港變成「獨立政治實體」。中方堅持英方要「還政於中國」，而並非通過民主化還政給港人。劉迺強又質疑同時是民主黨成員的支聯會骨幹成員的人格，民主黨與支聯會的宗旨是有衝突的，前者黨綱是接受中國共產黨領導，後者是反對一黨專政，如果政客一時說這，一時說那，還有什麼誠信可言。他又表示六四是大家心裏的刺，但過了15年，大家應該要面對未來，努力工作，才對得起當時有關人等。劉迺強又重申，六四當晚沒有一個學生被坦克輾過、天安門廣場沒有人因鎮壓而死。他指六四事件發生後「謠言滿天飛」，當時有香港報章指學生被屠殺，他也信以為真；其後不少外國報道及由美國人所拍的《天安門》紀錄片指出，廣場上的學生是和平地撤出，而並非被鎮壓或屠殺。劉又指事件中沒有人被坦克車輾過，並說「因為這人(當年站在坦克前的王維林)有信心，才會站在坦克車前，當時他沒被輾過」。他續說因為有人反抗，才「少不免」有人傷亡，而並非政府故意射殺手無寸鐵的學生，因而不應稱之為「屠城」。

### 對趙連海事件的看法
2010年，中國發生趙連海事件，多名港區前人大政協聯署要求釋放趙連海，政協委員劉夢熊刊登全版廣告稱之為冤獄。劉迺強認為這是「禮崩樂壞亡無日矣」，批評劉夢熊「譁眾取寵」、「不安分和守分」、「君不君、臣不臣、父不父、子不子」，聲稱劉夢熊要領導人下台。劉夢熊批評這是斷章取義含血噴人，諷刺劉迺強是「香港姚文元」和「文痞」。

### 支持23條立法言論
2012年1月10日在《信報》發表《朋友，你已受襲了》一文，指孫明揚在新政府大樓染上退伍軍人症，並非偶然，而是有人陰謀發動生化襲擊，指責曾蔭權政府故意淡化事情，建議特區與內地成立聯合調查小組，向「生化襲擊」方向調查，又指「未來數月或有攻擊」，引申到香港應為香港基本法第二十三條盡快立法。信報因此接獲不少投訴，結果劉之專欄暫停至今。

### 對香港記者被國保圍毆看法
2013年香港無綫電視記者在北京合法採訪時被國保圍毆，證據確鑿。但劉迺強卻撰文，指是無綫記者先出手推人，之後播出時刪走記者打人片段，是自編自導自演事件。記協主席麥燕庭強烈斥責有關說法不盡不實，質疑當局想借某些人事發放這類消息顛倒事非，但此舉只會更令人憤怒。

### 聲稱被《信報》停止專欄記協沒有聲援
2014年2月，基本法委員會委員劉迺強周日在「監察傳媒操守議會」集會，透過聲帶重提2012年被《信報》停止專欄一事，指記協沒有聲援他。他昨再稱自己當年曾3次電郵記協投訴，舉證責任不在自己，記協應追查。記協發聲明回應，稱劉當年未有進一步提供資料，故未能處理有關投訴。《信報》前總編輯陳景祥證實，記協當年有找他了解事件，並非完全沒有跟進。記協指劉於2012年4月16日電郵記協，指摘《信報》取消他在該報長達三四十年的專欄，但劉迺強沒提及是哪些文章引起爭議。記協着劉提供進一步資料，劉當時回覆稱「《信報》給我的那封電郵不是已經指原因說得很清楚了嗎？」劉又要求記協在發出電郵後一周內回應。但記協的既定程序，必須給兩周被指控的傳媒機構回應，根本不可能滿足劉在時間上的訴求。記協主席岑倚蘭昨補充，投訴未「close file」，歡迎劉提供更多資料跟進。

## 外部連結
- 劉迺強個人網頁